# Кукумели
Кукумели је насеље у Италији у округу Сиракуза, региону Сицилија.
Према процени из 2011. у насељу је живело 55 становника. Насеље се налази на надморској висини од 63 м.